# Ушице
Уши́це (пол.  Uszyce, нем. Uschütz (до 1936 года), Wittenau (1936—1946)) — село в Польше в гмине Гожув-Слёнский Олесненского повета Опольского воеводства.

## География
Село находится в 11 км от административного центра гмины города Гожув-Слёнский, 28 км от города Олесно и 58 км от Ополе. Через село проходит дорога № 487.

## История
До 1936 года село носило немецкое название Ушюц. 27 июля 1936 года Ушюц был переименован в Виттенау. 12 ноября 1946 года Виттенау был переименован в Ушице.
В 1975—1998 годах село входило в Ченстоховское воеводство.

## Достопримечательности
В селе находятся памятники культуры Опольского воеводства:
- Деревянная церковь Успения Пресвятой Девы Марии, построенная в XVII веке;
- Усадебный комплекс с парком, усадьбой и мавзолеем (XVIII—XIX).
- Мельница, расположенная при дороге.

## Известные жители и уроженцы
- Каня, Эммануэль (1827—1997) — польский композитор, пианист и музыкальный критик.